# 华西枫杨
华西枫杨（学名：Pterocarya insignis）为胡桃科枫杨属下的一个种。

## 扩展阅读
- 維基物種上的相關：华西枫杨